# القراءة من أجل المتعة

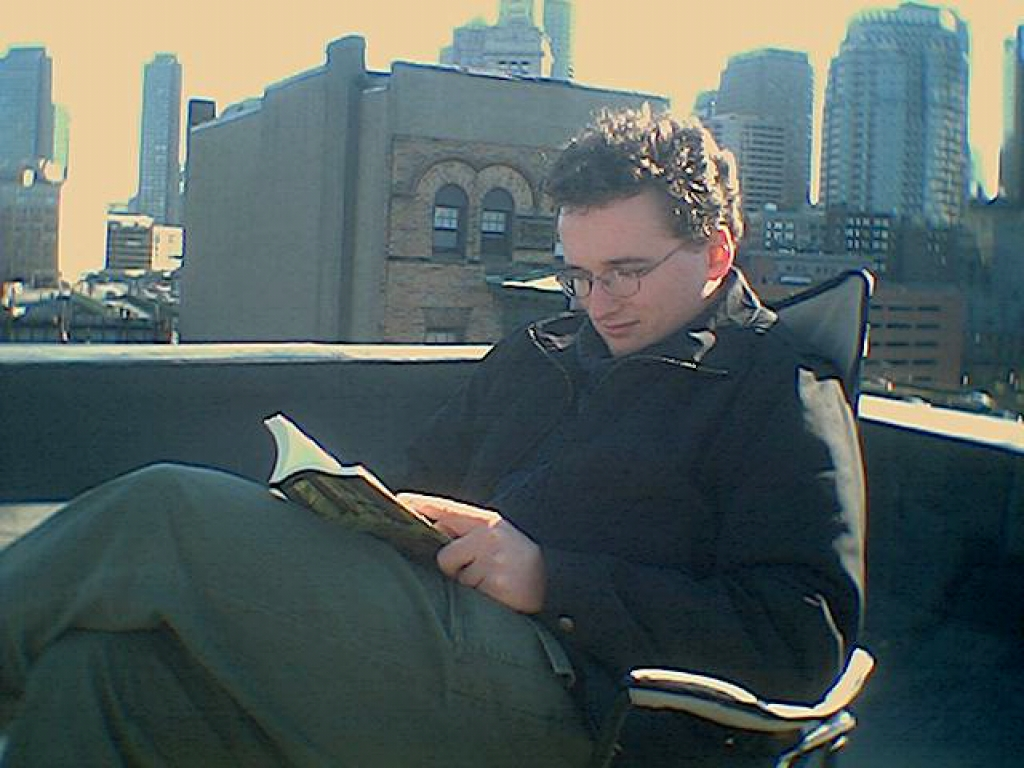
2006 reading Boston 157999086

القراءة من أجل المتعة، بالإنجليزية Pleasure reading، تم تعريفها على أنها «قراءة نقوم بها بمحض إرادتنا ونتحصل من خلالها على شعور بالارتياح». فهي قراءة تجلب الشعور بالمتعة ويغيب عنها الطابع الإجباري حيث يجد التلاميذ أوالطلاب أنفسهم مجبرين على قراءة نصوص .
.

## أهميتها

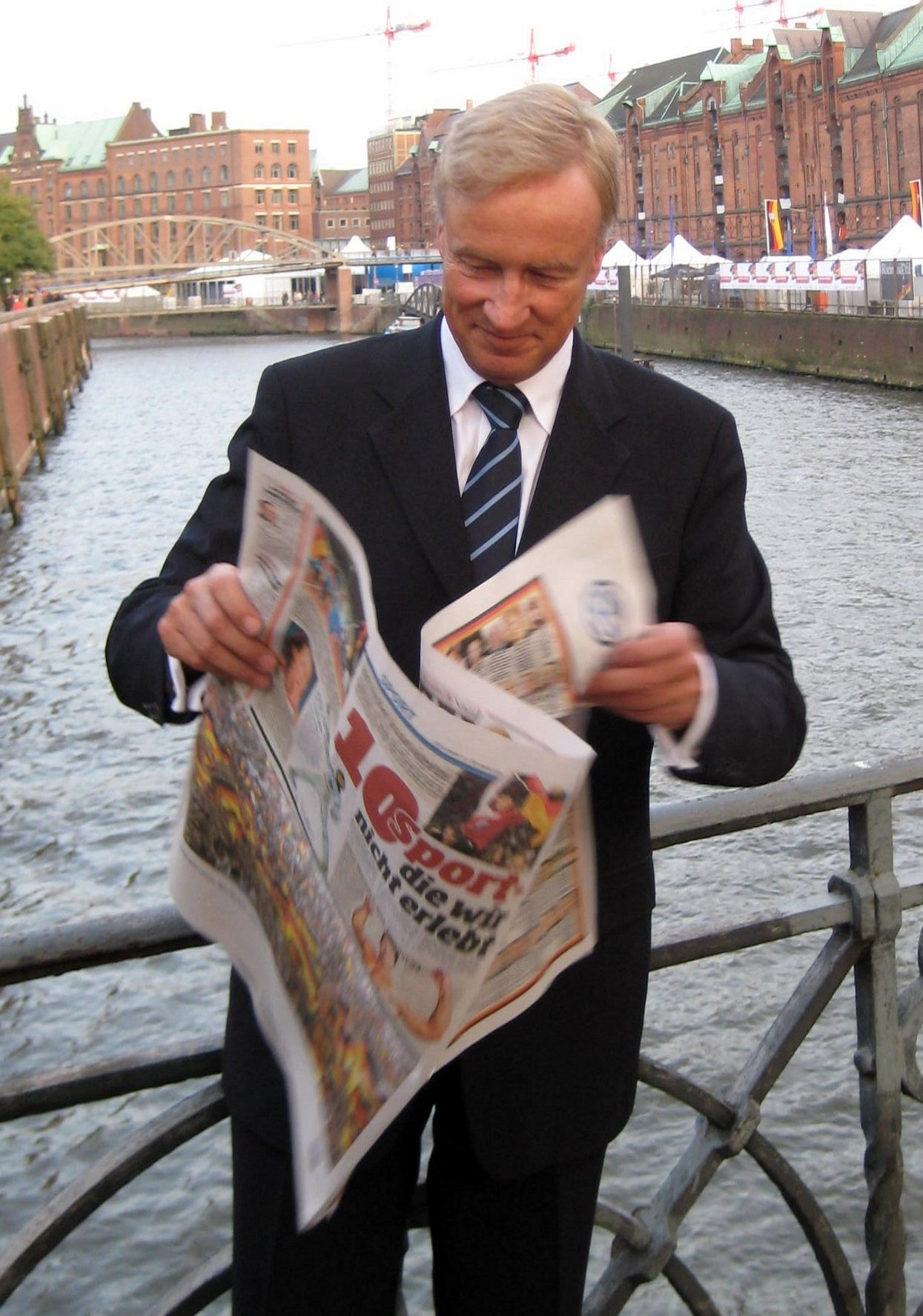
OlevonBeust031010082

في عام 2002, كشف بحث منظمة التعاون والتنمية الاقتصادية (OCED) أن الدور الذي تلعبه القراءة من أجل المتعة في إنجاح عملية التحصيل العلمي للأطفال أكبر من دور الوضع الاقتصادي والاجتماعي لذويهم، كما قامت جمعية القراءة الدولية بالإشارة إلى أن القدرة على القراءة تكمن أهميتها في فتح عالم من الفرص لاستكشاف الثقافات المختلفة، والتوجهات، والقضايا المتنوعة؛ حيث أن إكساب الأطفال عادات القراءة الجيدة في عمرٍ مبكر يحسِّن من أدائهم لاحقاً في مختلف المهارات الحياتية بالإضافة إلى تطوير مهارات اللغة والتفكير النقدي لديهم؛ فالواقع الذي يعيشه شباب اليوم يجعلهم في مواجهة مع هذا السيل العارم من المعلومات لأداء مختلف الوظائف المنوطة بهم بدايةً بإدارة شؤونهم المعيشية، مروراً بممارسة حق المواطنة، وصولاً إلى إدارة حياتهم الشخصية.

## فوائدها
قام فريق البحث في معايير التعليم بقسم التربية والتعليم البريطانية في عام 2012 بإعداد تقرير مميز بعنوان «الأدلة البحثية حول القراءة من أجل المتعة» يلخص فوائد القراءة من أجل المتعة في الآتي:
- القدرة على البيان والكتابة
- استيعاب النصوص وقواعد اللغة
- إثراء الحصيلة اللغوية بالمفردات (اتساع نطاق المفردات)
- القراءة بثقة
- استمرارية الاستمتاع بالقراءة حتى مع التقدم في السن
- اكتساب المعلومات العامة
- فهم الثقافات الأخرى
- المشاركة في بناء المجتمع
- فهم الطبيعة البشرية
- اكتساب مهارة صنع القرار